# Сержиу, Антониу
Антонио Сержио де Соуза (порт. António Sérgio de Sousa; 3 сентября 1883, Даман, Индия — 12 февраля 1969, Лиссабон, Португалия) — португальский педагог, философ, журналист, социолог и публицист.

## Биография
Антониу Сержиу родился в семье высокопоставленного чиновника, бывшего колониальным генерал-губернатором Португальской Индии, губернатором Анголы и Макао.
Родившись в Дамане (Индия) и прожив много лет в Африке, он стал космополитом под влиянием контакта с различными культурами. Следуя семейной традиции, он учился в Военном колледже в Лиссабоне и поступил в военно-морской флот, служил в Кабо-Верде и Макао (Китай). Он покинул флот после учреждения республики в 1910 году.
Сам Сержиу вопросу о республике и монархии первостепенной важности не отводил. Для него куда важнее были социально-экономический строй, прогресс и благосостояние Португалии. Он говорил о «социализме», хотя и не основывал его на марксизме. Сержиу следовал социал-демократической политической линии, ориентируясь на примеры социал-демократии Великобритании и Скандинавии.
Сержиу оставил богатое наследие в педагогике, эпистемологии, культуре, истории и политологии. Его политическая деятельность совмещалась с теоретическими аспектами сочетания демократии и свободы как средств образования и культуры. «Основной принцип демократии — никогда не доверять тем, кто находится у власти», — писал он. Сержиу был министром общественного просвещения в правительстве Алвару ди Кастру в течение двух месяцев и десяти дней (с 18 декабря 1923 по 28 февраля 1924 года). Он также сыграл важную роль в кооперативном движении Португалии.
Сержиу повлиял на многих важных молодых португальцев, включая деятелей культуры, науки или политики. Помимо того, что он был личным другом Адольфа Ферьера, Эдуарда Клапареда и Поля Ланжевена, в качестве преподавателя, в том числе в Университете Сантьяго-де-Компостела (1933), он оказал влияние на таких персонажей, как его друг Бараона Фернандеш (один из ведущих португальских психиатров) и Мариу Суареш. Несмотря на левые взгляды, поддерживал дружеские отношения с лидером Португальского католического центра Антониу Лину Нету.
Он был постоянным политическим противником Антониу де Оливейра Салазара и его режима «Нового государства», просуществовавшего с 1926 по 1974 год. Сержиу также был связан с Португальской социалистической партией и кампанией оппозиционного кандидата Умберту Делгаду на президентских выборах 1958 года.
Сержиу арестовывали в 1910, 1933, 1935, 1948 и 1958 годах. Впоследствии он писал, что именно в тюрьме он обрел истинное «национальное единство» — в противостоянии диктатуре, сперва военных, а затем Салазара.